# Бальні танці

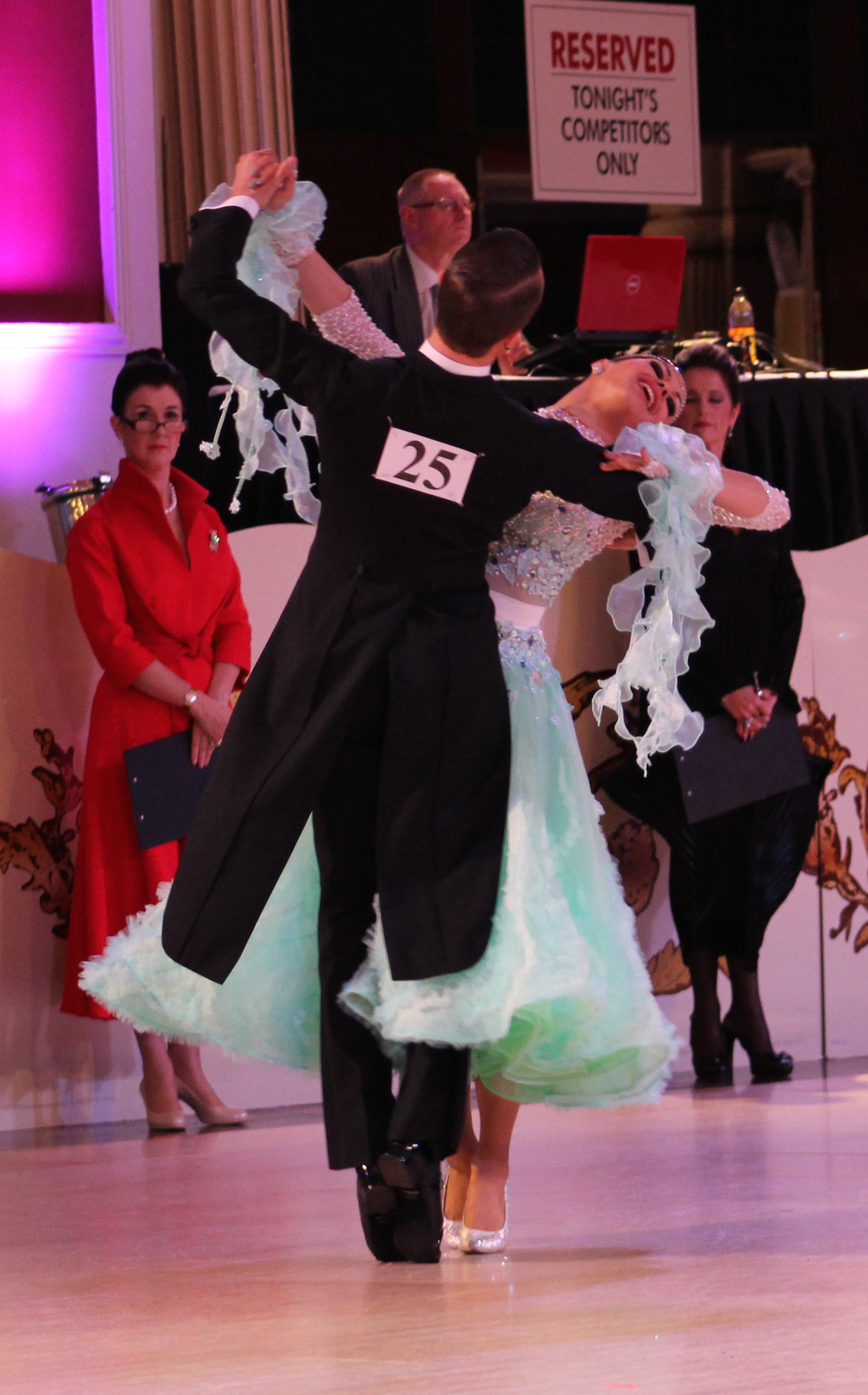
WDC World Youth (Under 21) Champions 2013, Michael Foskett & Nika Vlasenko

Бальні танці — різновид парних танців, упорядкованих та кодифікованих для спортивних змагань. Спортивні танці визнаються Міжнародним олімпійським комітетом як кандидат в олімпійські види спорту. Нарівні зі спортивним аспектом бальні танці мають також соціальне значення, оскільки їх танцюють у всьому світі для розваги й задоволення і широко використовують у сценічному мистецтві: в театрі, кіно, на телебаченні.
У широкому розумінні бальним танцем можна назвати будь-який розважальний танець, який можна танцювати на балах, у танцювальних залах чи салонах. Однак із організацією мережі танцювальних змагань, цей термін набув вужчого, специфічного значення. У цьому вужчому значенні до бальних танців відносять танці, визнані міжнародними танцювальними організаціями або місцевими організаціями в окремих країнах. Міжнародні змагання з бальних танців поділяються на дві програми: стандартну і латиноамериканську, до кожної з яких входять по п'ять танців: вальс, віденський вальс, фокстрот, квікстеп і танго до стандартної програми, самба, румба, ча-ча-ча, пасодобль і джайв до латиноамериканської програми.

## Історія
Термін бальні танці походить від слова бал, яке в свою чергу походить від латинського ballare, що означає танцювати. Бальні танці зародилися як танці привілейованих класів, тоді як нижчі класи танцювали народні танці. Водночас походження багатьох бальних танців просліджується до народних. У різні часи на балах танцювали різні танці, чимало з яких в наш час відносять до історичних: менует, кадриль, полонез, па-де-гра, мазурку тощо.
В другій половині 17 століття французький король Людовик XIV заснував Королівську академію музики та танцю, яка встановила правила виконання кожного з танців і визначила п'ять позицій ніг у балеті. Балет виокремився в окремий жанр і перейшов із бальних зал на сцену тоді, коли з'явилися професійні танцівники.
Вальс з'явився в Австрії наприкінці 18 століття, а в 1812-му прийшов у Англію. З 1840-х на балах почали танцювати польку, мазурку, й почала складатися тенденція викидання з танців декоративних елементів, характерних, наприклад, для кадрилі.

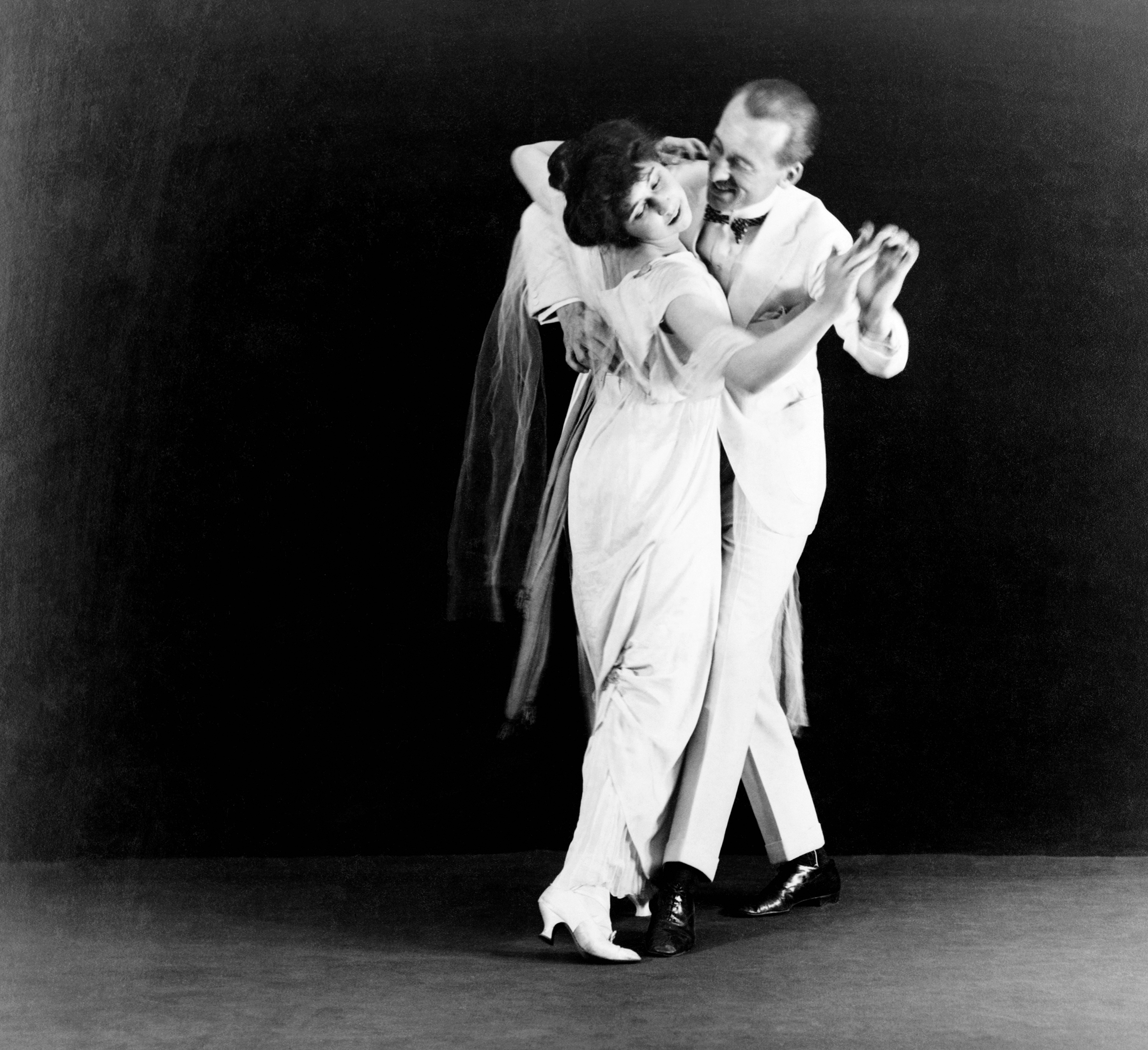
Вернон та Ірен Касл, піонери бальних танців, близько 1910—1918

Сучасні бальні танці почали складатися на початку 20 століття, чому сприяло кілька одночасних процесів. Першим із них був відхід від принципу танцювального ряду — пари стали танцювати незалежно, другим — поява популярної музики, особливо джазу. Нова музика вимагала нових танців — і їх стали швидко придумувати. Період між 1910 і 1930 роками характеризується вибухом кількох танцювальних бумів. Третій процес — свідомі зусилля обробки популярних танців таким чином, щоб вони могли стати доступнішими для широкої публіки в США та Європі. Танцівники-професіонали, такі як Вернон та Ірен Касл, Джозефін Бредлі, Віктор Сильвестр, проаналізували, кодифікували низку стандартних танців, надрукувавши відповідні навчальні посібники. Для популярності танцю важливо було те, щоб їх могли легко виконувати при випадковій зустрічі будь-які партнери. Важливу роль відіграли професійні товариства на зразок Імперського товариства вчителів танців.
Згодом, у тридцятих, на екранах кінотеатрів з'явилася зіркова пара Фреда Астера та Джинджер Роджерс, що мала надзвичайний вплив на всі види танців у США та в усьму світі. Хоча обоє мали свої окремі кар'єри, їхні спільні танцювальні номери, включно із ролями пари Касл, здобули статус найвищих зразків. Часто Астер та Роджерс зображали на сцені звичайних танцюристів любителів, хоча всі номери були ретельно хореографовані, здебільшого самим Астером.

## Змагання
Змагання з бальних танців проводяться на всіх рівнях, починаючи від любителів-початківців і закінчуючи професіоналами. Змагання найвищого рівня проходять під егідою міжнародних організацій: Всесвітньої ради танцю та Міжнародної федерації спортивних танців. Міжнародна федерація спортивних танців визнана Міжнародним олімпійським комітетом як єдиний представник цього виду спорту. Спортивні бальні танці вважаються претендентом на включення в програму Олімпійських ігор, але ймовірність того, що це станеться в найближчому майбутньому мізерна, зважаючи на сучасну тенденцію скорочення кількості видів спорту на Олімпіадах.
Всесвітня рада танцю проводить змагання не тільки серед любителів, а й серед професіоналів. Найпрестижнішим змаганням у світі бального танцю вважається Блекпульський фестиваль танцю, що проводиться в англійському місті Блекпул.

## Бальні танці в Україні
Україна є активним членом WDSF і проводить багато щорічних змагань таких як Ukrainian Open, а також чемпіонати світу.
Також варто зазначити, що і українські танцюристи помітні в світі. Наприклад:
- Володимир Лятов і Вероніка Мишко[4] увійшли до фіналу чемпіонату світу з десяти танців серед аматорів в 2013 році у Відні[5].

- Валентин Шмірковскій і Дарина Чеснокова[6], виступаючи за США; стали фіналістами світу з аматорської латини 2010 року в Нью-Йорку[7]
- Вадим Гарбузов, виступаючи за Канаду з Надією Дятловою, став чемпіоном Канади в стандарті серед молоді 2004 в Монреалі[8]. Також, виступаючи за Австрію, Вадим став чемпіоном австрійських танців із зірками 2012 і 2014 років, а в парі з Катрін Менцінгер, він став чемпіоном Європи з професійного латиноамериканському шоу в 2014 році в Дрездені. У 2015 Вадим в парі з Катрін Менцінгер, виступаючи за Австрію, став чемпіоном світу з професійного шоу в латино-американській програмі у Відні.[9] У листопаді того ж року вони виграли чемпіонат світу з професійного шоу в стандарті.[10]

Причиною такої великої кількості провідних пар світу, що родом з України є  наявність сильних шкіл з дитячих танців в Україні. 
Лідерами ми є і в інших провідних організація з танців таких як: WDC та WDO.
Протягом багатьох років Дмитро Родін та Єлизавета Перепелиця були чемпіонами світу в Юніорах по стандартній програмі, а також багаторазовими переможцями престижного танцювального фестивалю в місті Блекпул, Англія. До недавнього часу були й призерами чемпіонату світу в молоді поки не розійшлися.
Ще одною видатною діючою парою є Ігор Резнік та Марія Поліщук, що цього року (2022р.) стали чемпіонами одного з найпрестижніших чемпіонатів у світі «The UK championship».